# Červar Porat
Červar Porat (též Červar-Porat, italsky Porto Cervera) je vesnice a přímořské letovisko v Chorvatsku v Istrijské župě, spadající pod opčinu města Poreč. Nachází se asi 5 km severně od Poreče. V roce 2011 zde žilo 527 obyvatel, což je pokles oproti roku 2001, kdy zde žilo 593 obyvatel v 206 domech.
Sousedními vesnicemi jsou Črvar, Kukci a Vabriga.